# 林玉成 (汶萊)
丕顯拿督林玉成（1944年1月22日—），汶萊政治人物，曾任外交與貿易部第二部長。在他擔任部長期間，亦曾任立法會議員。

## 生平

### 早年生涯及教育
林玉成生於1944年1月22日，他在威爾斯斯旺西大學取得經濟學理學士學位，並在倫敦政治經濟學院取得社會人類學哲學碩士學位。

### 政治生涯
林玉成在1969年7月23日加入汶萊政府，最初在博物館署擔任館長，其後在1982年加入外交服務署。他在外交部曾經擔任東盟—汶萊署署長、政治署署長及駐紐西蘭高級專員。
1986年，林玉成成為外交部常務秘書，其後他曾任汶萊蜆殼石油和汶萊皇家航空的主席。2003年，他獲任命為汶萊樞密院議員。
2004年，林玉成獲委任為汶萊立法會官守議員，並同時獲頒授丕顯頭銜。他其後在2005年5月24日獲任命為外交與貿易部第二部長。2015年10月22日，他獲任命為首相署部長。
2018年1月30日，林玉成被撤去外交與貿易部第二部長及首相署部長的職務。

## 個人生活
林玉成已婚，妻子陈美容亦帶有拿汀頭銜。

## 榮譽

### 外国勋章奖章
- 效忠领袖勋章（马来西亚，2015年）[6]
- 旭日重光章（日本，2013年11月3日公布[7]）